# Dovunque tu vada, ci sei già
Dovunque tu vada, ci sei già è un libro di Jon Kabat-Zinn, pubblicato nel 1994 ed è la sua seconda opera, dopo Vivere momento per momento, dato alle stampe nel 1993.
Best seller negli Stati Uniti,
il libro è stato tradotto in numerose lingue, incluso tamil, cinese e nepalese.

## Contenuto
Il libro tratta del concetto di consapevolezza, qualità universale della natura umana, che implica attenzione e lucidità rivolte al momento presente.
Kabat-Zinn evidenzia come molto spesso opinioni e convinzioni errate sulla realtà, originate nel passato, causano azioni e comportamenti inconsci ed automatici, spesso indotti anche da timori ed insicurezze. Questo non permette di vivere con attenta consapevolezza il momento presente per ciò che esso è realmente, fa perdere il contatto con la vera essenza delle cose e può causare non solo disagio psicologico, ma anche situazioni di stress e malattia.
Occorre quindi fermarsi per entrare in relazione con il nostro sé, affinché si manifesti il risveglio della consapevolezza verso la vera realtà della nostra vita, per poterla cogliere in modo vigile ed attento nel momento presente e viverla in modo più armonioso, sano e saggio.

Con Dovunque tu vada ci sei già, l'intenzione dell'autore è di fornire una guida facile ed accessibile a tutti per comprendere l'essenza della meditazione consapevole e  mostrare come essa può essere utilizzata per sviluppare la piena consapevolezza del momento.

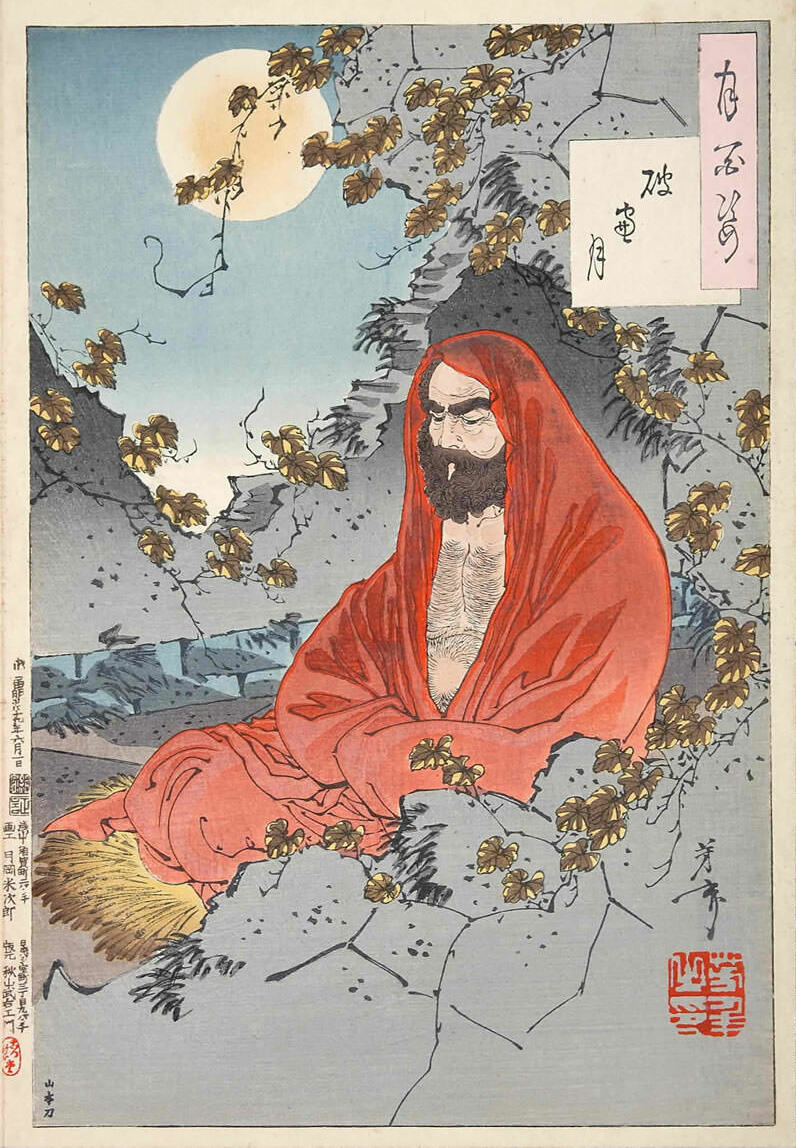
Meditazione

## Il titolo
Il titolo, che esprime un paradosso, è un invito a ricercare noi stessi non altrove, ma proprio dentro di noi.
Spesso le persone cercano di alleviare le proprie sofferenze rivolgendosi all'esterno, illudendosi per esempio che spostandosi in un altro luogo troveranno una soluzione ai loro problemi. Ma in realtà non è necessario andare da nessuna parte, perché, secondo Kabat-Zinn, ciò che occorre è solo mobilitare le nostre energie interiori, attraverso la pratica della meditazione, per affrontare le nostre afflizioni osservandole per quello che sono, con attenzione e amorevolezza, e trattarle con integrità, concentrazione e coraggio per essere attenti a noi stessi nel momento presente.

## Struttura dell'opera
Il libro è diviso in tre parti, ognuna suddivisa in diversi capitoli, spesso corredati da significative citazioni che sottolineano il concetto trattato nel capitolo stesso e da suggerimenti per la pratica.
- Parte Prima
  - La fioritura del momento attuale
- Parte Seconda
  - Il punto centrale della pratica
- Parte terza
  - Nello spirito della consapevolezza